# ترانه‌های داغ لاتین

نشان‌وارهٔ مجلهٔ بیلبورد

ترانه‌های داغ لاتین بیلبورد (انگلیسی: Billboard Hot Latin Songs) که قبلاً با نام قطعه‌های داغ لاتین (انگلیسی: Hot Latin Tracks) و ۵۰ آهنگ داغ لاتین (انگلیسی: Hot Latin 50) شناخته می‌شد، یک جدول موسیقی برای ترانه‌های لاتین در ایالات متحده است که به‌صورت هفتگی توسط مجلهٔ بیلبورد منتشر می‌شود. از اکتبر ۲۰۱۲، رتبه‌بندی جدول‌ها بر اساس فروش دیجیتال، پخش رادیویی و پخش جاری آنلاین انجام می‌شود و تنها ترانه‌های عمدتاً اسپانیایی‌زبان برای رتبه‌بندی مجاز هستند. این جدول در ۶ سپتامبر ۱۹۸۶ توسط این مجلهٔ بیلبورد راه‌اندازی شد و در ابتدا بر اساس پخش در ایستگاه‌های رادیویی موسیقی لاتین تهیه می‌شد. ترانه‌های موجود در این جدول لزوماً به زبان اسپانیایی نبودند، چرا که تاکنون چند ترانه به زبان‌های انگلیسی و پرتغالی نیز در این جدول قرار گرفته‌اند.
اولین ترانهٔ شماره‌یک جدول ترانه‌های داغ لاتین «تاج گل» اثر روسیو دورکال بود که در ۶ سپتامبر ۱۹۸۶ جایگاه نخست این جدول را کسب کرد. تا زمان انتشار جدول هفتگی برای هفتهٔ منتهی به ۳ سپتامبر ۲۰۲۲، این جدول دارای ۴۵۱ ترانهٔ شماره‌یک مختلف بوده‌است، و در کل ۱۸۱ هنرمند (به‌عنوان عامل اصلی یا برجسته) به جایگاه نخست این جدول رسیده‌اند. ترانهٔ شماره‌یک کنونی این جدول «رفتار من خوب است» اثر بد بانی و چنچو کورلئونه است.